# Бурнашево (Калузька область)
Бурнашево (рос. Бурнашево) — село в Козельському районі Калузької області Російської Федерації.
Населення становить 52 особи. Входить до складу муніципального утворення Село Бурнашево.

## Історія
Від 2004 року входить до складу муніципального утворення Село Бурнашево.

## Населення
| 2002 | 2010 |
| ---- | ---- |
| 72   | ↘52  |